# Moadon Sport Ashdod 2011-2012
Questa voce raccoglie le informazioni riguardanti il Moadon Sport Ashdod nelle competizioni ufficiali della stagione 2011-2012.

## Rosa
Fonte:
| N. |                         | Ruolo | Calciatore     |
| -- | ----------------------- | ----- | -------------- |
|    | Israele (bandiera)      | P     | Gal Engelstein |
|    | Israele (bandiera)      | P     | Ofir Marciano  |
|    | Israele (bandiera)      | P     | Roei Mashpati  |
|    | Nigeria (bandiera)      | D     | Efe Ambrose    |
|    | Israele (bandiera)      | D     | Tom Ben Zaken  |
|    | RD del Congo (bandiera) | D     | Paty Lenkebe   |
|    | Israele (bandiera)      | D     | Yom-Tov Ofer   |
|    | Israele (bandiera)      | D     | Israel Rosh    |
|    | Israele (bandiera)      | D     | Adir Tobul     |
|    | Israele (bandiera)      | C     | Nir Biton      |
|    | Israele (bandiera)      | C     | Ben Butbul     |
|    | Israele (bandiera)      | C     | Tamir Kahlon   |
|    | Stati Uniti (bandiera)  | C     | Will John      |
|    | Israele (bandiera)      | C     | Gadi Kinda     |
|    | Israele (bandiera)      | C     | Lohav Kiyal    |

| N. |                    | Ruolo | Calciatore        |
| -- | ------------------ | ----- | ----------------- |
|    | Israele (bandiera) | C     | Ori Majabi        |
|    | Israele (bandiera) | C     | Idan Mikdash      |
|    | Israele (bandiera) | C     | Nevo Mizrahi      |
|    | Israele (bandiera) | C     | David Revivo      |
|    | Israele (bandiera) | C     | Sapir Shalev      |
|    | Israele (bandiera) | C     | Noam Troaa        |
|    | Israele (bandiera) | A     | Hatem Abd Elhamed |
|    | Israele (bandiera) | A     | Moshe Ben Lulu    |
|    | Israele (bandiera) | A     | Itzhak Cohen      |
|    | Israele (bandiera) | A     | Hanan Fadida      |
|    | Zambia (bandiera)  | A     | Rodgers Kola      |
|    | Israele (bandiera) | A     | Amir Lavi         |
|    | Israele (bandiera) | A     | Benzion Moshal    |
|    | Israele (bandiera) | A     | Idan Shriki       |
|    | Israele (bandiera) | A     | Niv Zrihan        |